# Franz Anton von Gerstner

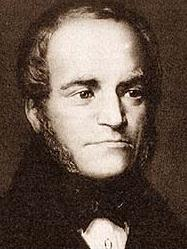
Franz Anton von Gerstner

Franz Anton Ritter von Gerstner (* 19. April 1796 in Prag; † 12. April 1840 in Philadelphia, Pennsylvania) war ein österreichisch-böhmischer Ingenieur, Professor und Eisenbahnpionier.

## Leben

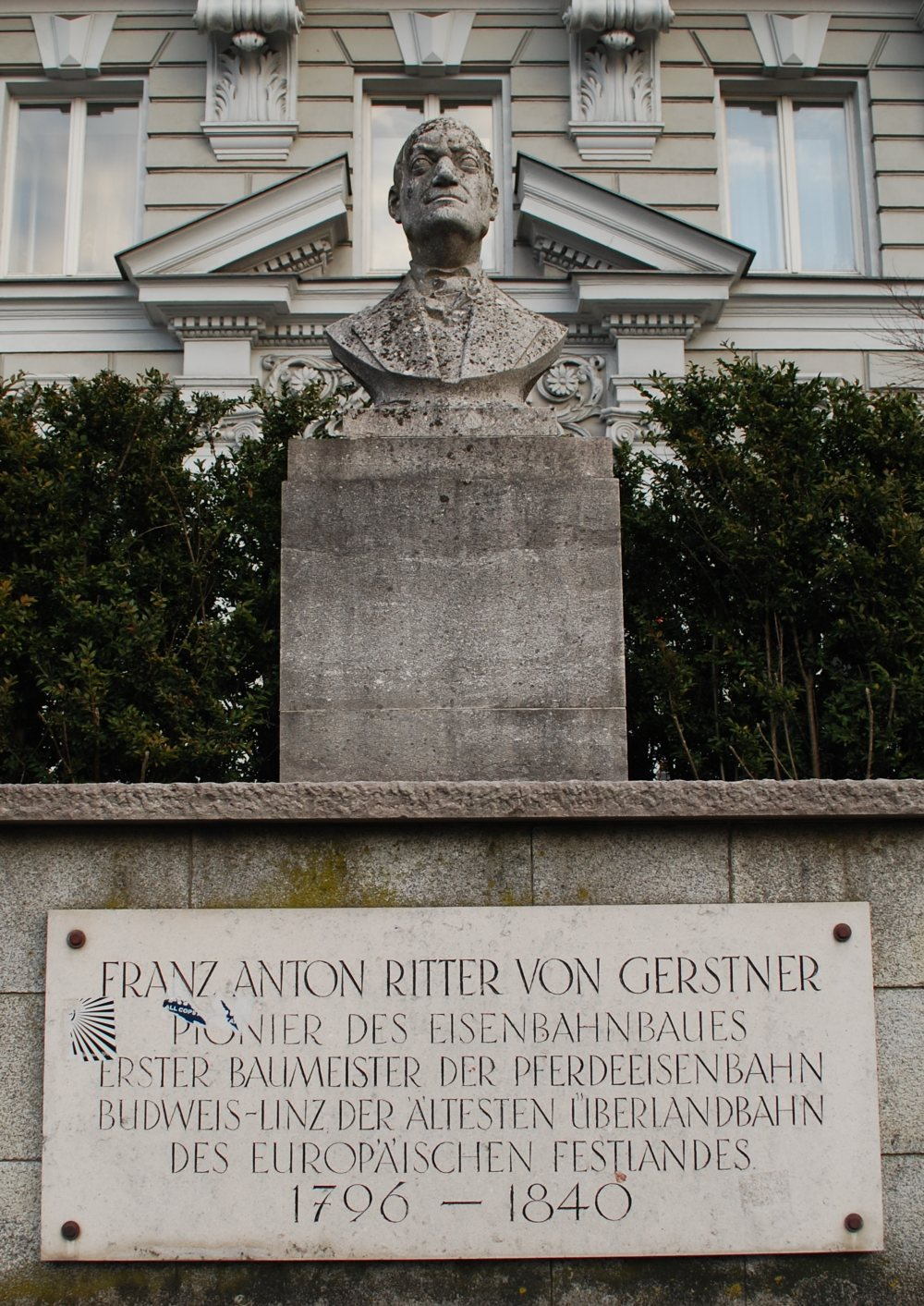
Erinnerungstafel und Skulptur in Linz Bahnhofstraße 3

Der Sohn des Technikers Franz Josef von Gerstner studierte am Polytechnikum in Prag Ingenieur-Wissenschaften, Philosophie, Technik und Maschinenbau. Ab 1817 lehrte er als Professor am Polytechnischen Institut in Wien praktische Geometrie und Landvermessung.
Ab 1820 beschäftigte er sich zusammen mit seinem Vater mit dem Pionier-Projekt einer Donau-Moldau-Bahn auf der Strecke Budweis nach Linz und unternahm 1822 eine erste Reise zum Studium des Eisenbahnbaus nach England. 1824 legte er vertragsgemäß seine Professur nieder und wurde Bauleiter beim Bau der Pferdeeisenbahn Budweis–Linz–Gmunden. In dieser Eigenschaft unternahm er 1826/27 eine zweite Studienreise nach England. 1828 verließ er die Baustelle wegen wachsender Meinungsverschiedenheiten mit den Aktionären der Betreibergesellschaft, weil der Bauvorgang kostenintensiver wurde als geplant. Die Bahnstrecke wurde durch Mathias von Schönerer zu einem Abschluss geführt und am 1. August 1832 eröffnet.
Franz Anton Ritter von Gerstner blieb weiterhin beim Eisenbahnbau tätig. 1829 unternahm er eine dritte Studienreise nach England und wurde 1834 Planungsbeauftragter mehrerer Eisenbahnlinien in Russland, wo er 1836/37 die Strecke Sankt Petersburg–Zarskoje Selo–Pawlowsk (auch Zarskoje-Selo-Bahn genannt) verwirklichte. Ab 1838 studierte er im Auftrag von Vertretern des russischen Zarenhofes und aus eigenem Interesse das nordamerikanische Eisenbahnwesen. Nach seiner zweiten Eheschließung mit Klara (* 1813 – nach 1881), Tochter des Friedrich von Epple(n) (1782–1848), Thurn- und Taxi’scher Hofrat und General-Post-Direktionsrat in Frankfurt am Main und der Geburt der Tochter Philadelphia von Gerstner (* 1839) starb er 1840 kurz vor seinem 44. Geburtstag in Philadelphia. In erster Ehe war er mit Marquise Josefine von Lambolin (Lambelin) (1805–1835) verheiratet.

## Anerkennung
Im Jahr 1903 wurde in Wien Rudolfsheim-Fünfhaus (15. Bezirk) die Gerstnerstraße nach ihm benannt.

## Seine Pionierleistung als Eisenbahningenieur
Die technische Leistung des Franz Anton von Gerstner besteht vor allem darin, dem englischen „Inclined-Planes-System“ (= „Schiefe Ebenen“ mit Seilzug zur Überwindung großer Höhenunterschiede, siehe Steilstrecke) bereits auf seiner ersten Englandreise (1822) eine klare Absage erteilt zu haben (s. Enderes 1926, Oberegger 2008). Inspiriert vom Straßenbau plädierte er für ein technisch durchgängiges Eisenbahnsystem. Eine Eisenbahn war seiner Meinung nach eine „Gute Kunststraße“, bei der besonders auf harmonische Steigungsverhältnisse geachtet werden muss. Diese seien durch die gezielte Anbringung von Dämmen bzw. Einschnitten und Viadukten zu erreichen.
Gerstner ist daher als „Urvater“ der „Gebirgs-Eisenbahntrasse“ zu betrachten. Umso mehr, als er im Zuge der Budweiser Pferdeeisenbahn tatsächlich eine solche errichtete, und zwar im Bereich Eisenhut/Kerschbaum (Fertigstellung 1827). Im Zuge der Modernisierung der Bahn (1869–1872/73) wurde diese jedoch aufgelassen. Heute sind nur noch Überreste (z. B. „Große Edlbrucker-Brücke“) als Sehenswürdigkeit erhalten. Jahre später äußerte Carl Ritter von Ghega dieselbe Planungs-Idee und setzte diese am Semmering mit öffentlich anerkanntem Erfolg um. Da Gerstner seinerzeit die Baustelle im Streit um die Finanzierung verlassen hatte, wurde seine Leistung öffentlich zunächst nicht gewürdigt.
Auch in England, einem damals fortschrittlichen Land des Eisenbahnbaus, rückten die Planungsgesellschaften schließlich vom „Inclined-Planes-System“ klar ab. Das große technisch-theoretische Verdienst Gerstners wurde in der neueren Literatur nur kurz erwähnt. Eine Ausnahme bildet die Publikation Die Erste (österreichische) Eisenbahngesellschaft und ihr Netz (2008) von Elmar Oberegger.

## Publikationen
- Lehrgegenstände der praktischen Geometrie am polytechnischen Institut, Prag, 1818 Digitalisat
- Über die Vortheile der Anlage einer Eisenbahn zwischen der Moldau und Donau. Wien, 1824.
- Bericht an die P.T. Herren Actionärs über den Stand der k. k. privilegierten Eisenbahn-Unternehmung zwischen der Moldau und Donau, vom Bauführer Franz Anton Ritter von Gerstner. Wien, Dezember 1827.
- Über die Vortheile der Unternehmung einer Eisenbahn zwischen der Moldau und Donau. Wien, Februar 1829.
- Handbuch der Mechanik. von Franz Joseph Ritter von Gerstner. Aufgesetzt, mit Beitr. von neuern englischen Konstruktionen vermehrt u. hrsg. von Franz Anton Ritter von Gerstner. Wien 1831–1834, 3 Bände, Band 1, Band 2, Band 3 Kupfertafeln zum Handbuche der Mechanik
- Bericht über den Stand der Unternehmung der Eisenbahn von St. Petersburg nach Zarskoje Selo, 1838
- Berichte aus den Vereinigten Staaten von Nordamerica, über Eisenbahnen, Dampfschiffahrten, Banken und andere öffentliche Unternehmungen. C. P. Melzer, Leipzig 1839. Digitalisat
- Die innern Communicationen der Vereinigten Staaten von Nordamerika. Wien 1842–1843 (postum erschienen) in der Google-Buchsuche

Postum durch seine Frau Clara:
- Beschreibung einer Reise durch die Vereinigten Staaten von Nord-America, Digitalisat